# Nora Ricci
Pour les articles homonymes, voir Ricci.
Nora Ricci, née Eleonora Ricci le 19 juillet 1924 à Viareggio et morte le 16 avril 1976 à Rome,  est une actrice italienne.

## Biographie
Fille de Renzo Ricci et de l'actrice Margherita Bagni, Nora Ricci passe, après la séparation de ses parents, son enfance chez sa grand-mère paternelle Adolfa Ciapini à Florence, pour ne revenir à Viareggio qu'en été, en vacances chez ses grands-parents maternels.
À 17 ans, elle quitte l'école et s'installe à Rome pour entrer à l'Académie Royale d'Art Dramatique, où elle rencontre, en 1941, Vittorio Gassman dont elle est la première épouse de 1944 jusqu’en 1952 et de qui elle a une fille, Paola Gassman, également comédienne.
Avant tout actrice de théâtre, Ricci joue avec succès à la télévision. Ses rôles au cinéma sont marginaux et épisodiques, de simples seconds rôles néanmoins significatifs, comme dans Ces messieurs dames de Pietro Germi en 1965.
Elle travaille régulièrement avec Luchino Visconti, de 1951, dans Bellissima à 1972, dans Ludwig ou le Crépuscule des dieux. Elle interprète, en 1972 à la télévision, le rôle de Giselda dans la série télévisée des Sœurs Materassi, basée sur le roman du même nom d’Aldo Palazzeschi. Elle participe également au drame La Fiera della Vanità d’Anton Giulio Majano en 1967.
Nora Ricci meurt, agée de 51 ans, d'un cancer du foie le 16 avril 1976 à Rome.

## Filmographie partielle
- 1951 : Bellissima de Luchino Visconti : l'employée de la blanchisserie
- 1962 : Vie privée de Louis Malle (non créditée)
- 1963 : Le Jour le plus court (Il giorno più corto) de Sergio Corbucci : Une femme à la gare
- 1966 : Ces messieurs dames (Signore & signori) de Pietro Germi : Gilda Bisigato
- 1967 : Les Sorcières (Le Streghe), film à sketches collectif ; sketch : la Sorcière brûlée vive (La Strega Bruciata Viva) de Luchino Visconti : la secrétaire de Gloria
- 1969 : L'Amour à cheval (La Matriarca) de Pasquale Festa Campanile : la mère de Mimi
- 1969 : Les Damnés (La caduta degli dei) de Luchino Visconti : La gouvernante
- 1969 : Disons, un soir à dîner (Metti, una sera a cena) de Giuseppe Patroni Griffi
- 1971 : Mort à Venise (Morte a Venezia) de Luchino Visconti : La gouvernante
- 1972 : Ludwig ou le Crépuscule des dieux (Ludwig) de Luchino Visconti : Comtesse Ida Ferenczy
- 1974 : Portier de nuit (Il Portiere di notte) de Liliana Cavani : la voisine